# Mesorhaga malayensis
Mesorhaga malayensis är en tvåvingeart som beskrevs av Octave Parent 1935. Mesorhaga malayensis ingår i släktet Mesorhaga och familjen styltflugor. Inga underarter finns listade i Catalogue of Life.